# St Mary’s Church (Lanark)

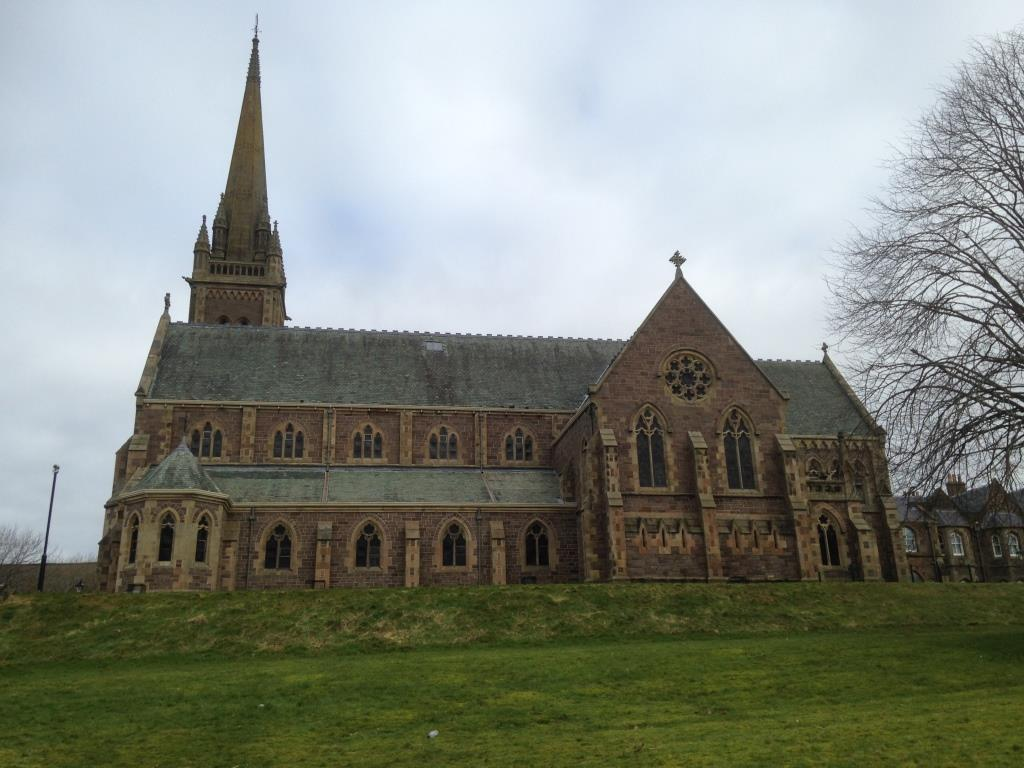
St Mary’s Church, Lanark

Die St Mary’s Church ist ein römisch-katholisches Kirchengebäude in der schottischen Stadt Lanark in der Council Area South Lanarkshire. 1980 wurde das Bauwerk in die schottischen Denkmallisten zunächst in der Kategorie B aufgenommen. Die Hochstufung in die höchste Denkmalkategorie A erfolgte 1999. Des Weiteren sind die zugehörige Gemeindehalle sowie das Pfarrhaus jeweils eigenständig Denkmäler der Kategorie A. Zuletzt besteht ein Denkmalensemble der Kategorie A aus Kirche, Gemeindehalle, Pfarrhaus und der Eingangspforte.

## Geschichte
Die Marienkirche wurde zwischen 1856 und 1859 erbaut. Den Entwurf lieferten die Architekten George Goldie und Matthew Hadfield. Ein Brand verheerte das Gebäude im Jahre 1907. In den folgenden drei Jahren wurde sie durch George Ashlin und Thomas Coleman, die ein gemeinschaftliches Architekturbüro betrieben, wiederaufgebaut.

## Beschreibung
Die St Mary’s Church steht am Saint Vincent Place im Osten von Lanark. Die neogotische dreischiffige Kreuzbasilika ist im Stile der gotischen Architektur des 13. Jahrhunderts ausgestaltet. Das Mauerwerk besteht aus rotem Sandstein mit abgesetzten gelblichen Details. Das Langhaus ist sechs Achsen weit, während das Querschiff jeweils zwei Achsen weit ist. Es sind spitzbögige Maßwerke verbaut. Am zwei Achsen weiten Chor finden sich hingegen Drillings-Lanzettfenster. Strebepfeiler gliedern die Fassaden vertikal. Der dreistöckige Glockenturm ist der Kirche versetzt vorgelagert. Er ist mit Strebepfeilern, Lanzettfenstern und Eckfialen unterhalb des spitzen Helms gestaltet.

## Gemeindehalle
Die nördlich befindliche Gemeindehalle wurde 1859 zusammen mit der Kirche erbaut und von denselben Architekten entworfen. Das einstöckige Gebäude weist einen L-förmigen Grundriss auf, wobei der Nordschenkel erst 1889 hinzugefügt wurde. Es ist ebenfalls neogotisch ausgestaltet. Das Mauerwerk besteht aus behauenem Bruchstein mit Natursteindetails. Das Gebäude ist mit zwei spitzbögigen Maßwerken und Lanzettfenstern gestaltet. Giebelständig ragt ein Kreuz von dem schiefergedeckten Satteldach auf. Die Dachfenster sind neueren Datums.

## Pfarrhaus
Das Pfarrhaus schließt sich östlich an die Kirche an. Es wurde zusammen mit der Kirche erbaut. Ursprünglich handelte es sich um ein zweistöckiges Gebäude mit L-förmigem Grundriss. Später wurde ein Verbindungsflügel zur Kirche hinzugefügt, woraus ein Z-förmiger Grundriss resultiert. Im Obergeschoss schließen die Fenster mit gedrückten Segmentbögen. Teils sind schlichte Maßwerke verbaut. Von den schiefergedeckten Satteldächern ragen firstständige Kamine auf.